# 메들린 클라인
매들린 클라인(Madelyn Cline, 1997년 12월 21일 ~ )은 미국의 배우, 모델이다.

## 출연 작품

### 영화
- 보이 이레이즈드 (2018)
- This Is the Night (2021)
- 나이브스 아웃: 글래스 어니언 (2022) - 위스키 역
- 나는 네가 지난 여름에 한 일을 알고 있다 (2025)

### 텔레비전
- 기묘한 이야기 (2017) - 티나 역
- 아우터뱅크스 (2020-) - 세라 캐머런 역

### 뮤직비디오
- 카이고 - "Hot Stuff" (feat. 도나 서머)